# Acanthocolax similis
Acanthocolax similis – gatunek widłonoga z rodziny Bomolochidae. Nazwa naukowa tego gatunku skorupiaków została opublikowana w 1969 roku przez holenderskiego zoologa Willema Vervoorta (1917-2010).